# Daniel Tybussek
Daniel Tybussek (* 13. Juni 1977 in Offenbach am Main) ist ein deutscher Kommunalpolitiker (SPD) und war vom 1. Juli 2011 bis 1. Juli 2023  Bürgermeister der Stadt Mühlheim am Main.

## Ausbildung und Beruf
Tybussek wuchs im Mühlheimer Markwald auf und besuchte dort von 1983 bis 1987 die Markwaldschule Mühlheim. Von 1987 bis 1996 besuchte er das Friedrich-Ebert-Gymnasium in Mühlheim und machte dort sein Abitur. Im Anschluss absolvierte er von 1996 bis 1998 eine  Ausbildung zum Bankkaufmann bei der Sparkasse Langen-Seligenstadt. Tybussek wurde nun bei einer Frankfurter Bank tätig. 2009 erhielt er seinen Abschluss als Diplom-Kaufmann an der Fernuniversität Hagen.
Tybussek ist verheiratet und hat drei Söhne. Er ist Mitglied der Gewerkschaft Ver.di.

## Politische Karriere
Tybussek ist seit 2005 Mitglied in der SPD und fungiert seit 2007 als Kassierer im SPD-Ortsverein. Seit 2006 gehört er der Stadtverordnetenversammlung an. Dort ist er unter anderem Mitglied des Haupt- und Finanzausschusses. Im Februar 2010 wurde er zum Bürgermeisterkandidaten der SPD nominiert. Bei den Wahlen im Januar 2011 konnte er sich mit 59,2 % zu 40,8 % gegen den Amtsinhaber Bernd Müller (CDU) durchsetzen. Am 12. März 2017 wurde er bei der Bürgermeisterwahl mit einer Mehrheit von 72,55 % der Stimmen gegen die unabhängig kandidierende Gudrun Monat im Amt für weitere sechs Jahre bestätigt. Bei der Bürgermeisterwahl 2023 trat er nicht an.